# Gwara kosturska

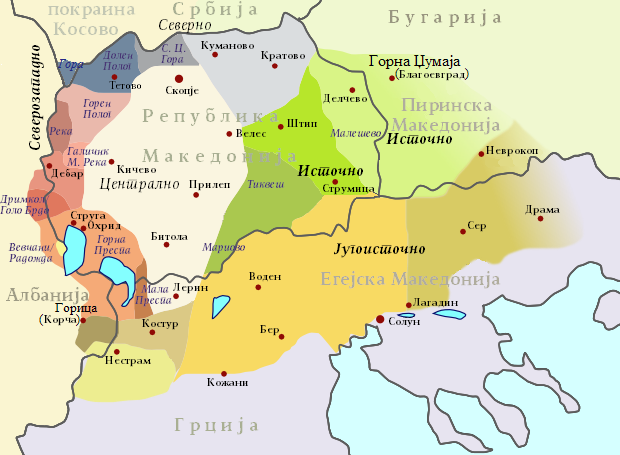
     Gwara kosturska na mapie dialektów macedońskich
Gwara kosturska (mac. костурски говор, костурски дијалект) – gwara macedońska zaliczana do grupy archaicznych gwar południowo-zachodnich. Pod wieloma względami nawiązuje ona do peryferyjnych gwar południowomacedońskich, na których w IX wieku oparto język staro-cerkiewno-słowiański.

## Cechy językowe

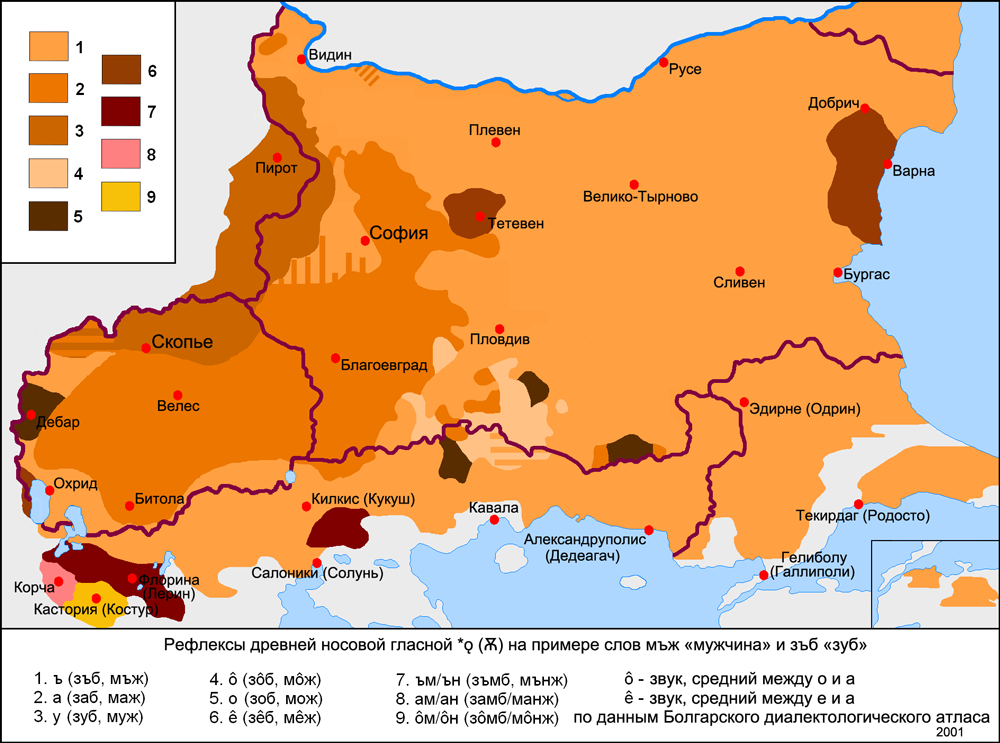
Kontynuanty prasłowiańskiej nosówki *ǫ w gwarach bułgarskich i macedońskich

Charakterystycznymi cechami fonetycznymi gwary kosturskiej są:
- akcent wyrazowy przechodzący z typu swobodnego i ruchomego do ustalonego na zgłosce drugiej lub trzeciej od końca[1],
- typowe, charakterystyczne dla gwar centralnych, kontynuanty prasłowiańskich jerów, np. son, den z psł. *sъnъ, *dьnь, co odróżnia ten obszar od gwar południowomacedońskich[3],
- zachowanie prasłowiańskich samogłosek nosowych, charakterystyczne dla obszaru południowo- oraz południowo-zachodniomacedońskiego[4], np. zămbi, dămbja, čjändo, grjända, glendam < psł. *zǫbi, *dǫb-, *cędo, *gręda[5],
- brak środkowomacedońskiego przejścia *ję- > *jǫ[3],
- przejścia psł. *ě (jać) oraz *ę w ’ä w zgłoskach akcentowanych, np. brjäk, pjäna, čovjäko, co stanowi nawiązanie do gwary korczańskiej z formami typu mjästo czy gwar południowomacedońskich z m’ästu < psł. *město[3],
- prasłowiańskie *ť i *ď dały odpowiednio šč oraz žǯ lub ž, np. šfešča, lešča, meža, saži, čužo[5], choć rzadko spotyka się też formy z ḱ i ǵ[5], np. kuḱa[6],
- brak wtórnego jotowania typu literackiego браќа, ограѓе, a zamiast tego formy typu bratja, ogradje, djavol, svatja[7],
- rozmaite kontynuanty psł. *l̥, np. l̥, ol, oł, ał, ə[3],
- grupa *čr- dała čer-, np. černo, čereša, choć te formy są wypierane przez cr-, np. crn[6].

Morfologia gwary kosturskiej wyróżnia się takimi cechami, jak:
- formy 1. os. l. poj. czasu teraźniejszego na -a, np. oda, pleta, prenda wobec literackich одам, плетам, предам,
- partykuła futuralna ḱe, jak w języku literackim oraz w gwarach centralnych, zaś w południowej części za[6],
- konstrukcje czasownikowe z imam typu jas imam praveno,
- jeden rodzajnik (w odróżnieniu od trojakiego w literackim macedońskim) -o, -ta, -to[6],
- użycie końcówki -nišča w l. mn. rzeczowników rodzaju nijakiego, np. kučenišča, polenišča[8],
- obecność form dopełniacza i celownika typu čoveka-togo, čoveku-tomu[5],
- użycie przyimków vo oraz so,
- zaimek wskazujący soj z psł. *sь[5],
- zaimki 3. osoby toj, tája, to, tija,
- składnia z rzeczownikami ożywionymi typu go vide na dete-to, podobnie jak w gwarze debarskiej[9],

## Przykładowe teksty
Opowiadanie ze wsi Ezerec pod Kosturem:

Náščo sélo ésti bédno, planíncko sélo. Måžite létoto ne-sédee dóma.
Ódee na-čužína, po-keramníci, po-vodaníci. Níja, žénite, dóma si-rabóteme. Jás si-óre nívjata sa-volójte i-lároto. Raménata éšče me-bóle, ščo-go-nósi lároto o-níva na-níva. Létoto volójte štréke, zatós stáveme nóšja na-trí sáatut i-óreme dúr-da osúnviše, dúr-da postéliše sånceto. Lároto béše Dεrvéno. Jas e-d'εrǯe råčkata, a-glavatnícata vlévaše na-zémata. Naglavatnícata ímaše lárnik ǯelézen. Lárnikut óreše zémata. Kólokut vléva na-járemut, a-járemut go-kláveme na-tilójte na-volójte. Járemut go-vέrzve
sa-ǯiglínte. Ǯiglínte i-práveme od-dέrvo. Kóga volójte i-kέršee, níja i-práveme ǯilézni. Jás sáde έrš, pčiníca. Tíja ése zímni. Próletta sáde
úruf, éčmen, mísir, patáti, fásul’, grā́. Tíja se-kážve letóšni. Níja nažétvar žnéme sa-leléci. Sa-leléci žnátjeto ni-ftúriše mnógu bέrzo. Tíja
ése kaj-nóš so-goléma páška i-góre zavεrténi. I-práveme na-júptite. Níja sa-sεrpóvi ne-žnéme, ála ímeme. Polóʒite i-vέrʒveme, snópja i-práveme. Snópjata i-vέršeme sa-kóni i-mǻski. Slámata e-kláveme na-plámnata za-volójte. Žítoto go-béreme kúP, go-véeme, sétne go-dεrmonísveme i-go-kláveme na-vréščata. Sétne go-továrveme na-mǻskite i-právo na-åmborut.
Kóga dojdóe andárite na-náščo sélo da-kóle, jás bé na-dvájset gudíni. Pέrvo vújka-mi Pétro go-zakláe otoʒádi na-tílut. Sétne vidóe ščo-ésti greóta táka da-i-kóle káj volóvi, fatíe da-fέrge sa-túfjakut. Umoríe ósum mǻži. Na-dvá dúši mu-i-izvadíe prešleníščata ot-kulénata i-mu-i-kladóe na-ǯepóvite. Tugás sa-níj nájno i mójut tátko go-zakláe. I-utepáe, záščo né-se-kážvee Gέrci.